# Mémorial des enfants d'Izieu
Le Mémorial des enfants juifs exterminés d'Izieu ou encore Maison des enfants d'Izieu est à la fois le lieu de l'arrestation des enfants d'Izieu, le 6 avril 1944, un mémorial dédié à leurs mémoires, et un monument historique. La maison est située à Izieu, dans le département de l'Ain.
La maison perpétue le souvenir des 105 enfants et des adultes juifs qui y avaient trouvé refuge à partir de mai 1943.

## Histoire
À la suite du procès de Klaus Barbie, en 1987, se constitue l'association du Musée-mémorial d'Izieu, à l'initiative de Sabine Zlatin, résistante, et du préfet Pierre-Marcel Wiltzer. L'objectif est de se porter acquéreur de la Maison d'Izieu pour ensuite y créer un mémorial à la mémoire des enfants d'Izieu.
Le président François Mitterrand soutient l'initiative. Il inaugure le Mémorial le 24 avril 1994, jour anniversaire de la rafle d'Izieu. En 2015, le président François Hollande inaugure le bâtiment Sabine et Miron Zlatin et une nouvelle exposition permanente.
Le président Emmanuel Macron participe  le 7 avril 2024 à la Commémoration du 80e anniversaire de la rafle et de la déportation des 44 enfants juifs et de leurs accompagnateurs de la colonie d'Izieu vers les camps de la mort.

## Lieu de mémoire
La Maison d'Izieu est l'un des lieux de mémoire français qui rappelle le « souvenir de l’internement et de la déportation des Juifs de France ».
Aujourd'hui, le musée-mémorial propose une exposition permanente qui retrace l'histoire des enfants de la colonie d'Izieu, en les replaçant dans le contexte des persécutions antisémites perpétrées par l'État français et du génocide des Juifs d'Europe par l'Allemagne nazie.
Le site comprend également un centre de documentation et d'archives, assurant la conservation et la sauvegarde des collections liées à cette période. 
La maison propose aussi des expositions temporaires et des visites guidées ainsi que des ateliers-visites pour les plus jeunes dans l'objectif de rendre accessible la compréhension de l'histoire de la Shoah en France durant la Seconde guerre mondiale.

## Vie quotidienne à la maison d'Izieu
À la maison d'Izieu, les enfants retrouvaient une vie quotidienne proche de la normale malgré les difficultés du contexte de guerre. La colonie disposait notamment d'un potager entretenu par les enfants eux-mêmes, sous la surveillance de Miron Zlatin, qui s'occupait activement de l'approvisionnement en nourriture. Les enfants étaient encadrés par un petit groupe d'éducateurs dont Miron Zlatin et aussi d'autres tel que Léa Feldblum et Gabriel Recanati. 
Les enfants avaient l'habitude d'organiser des spectacles avec du théâtre, du chant et de la danse et passaient beaucoup de temps à dessiner, écrire. Pour leur éducation,une salle de classe avait été aménagée au premier étage, sous la responsabilité de Gabrielle Perrier, une jeune institutrice pour qui il s'agissait du premier poste. 

Les enfants recevaient même des cadeaux lors des fêtes, comme des jouets à Noël, et échangeaient régulièrement des lettres entre eux et avec leurs familles lorsque cela était possible  .

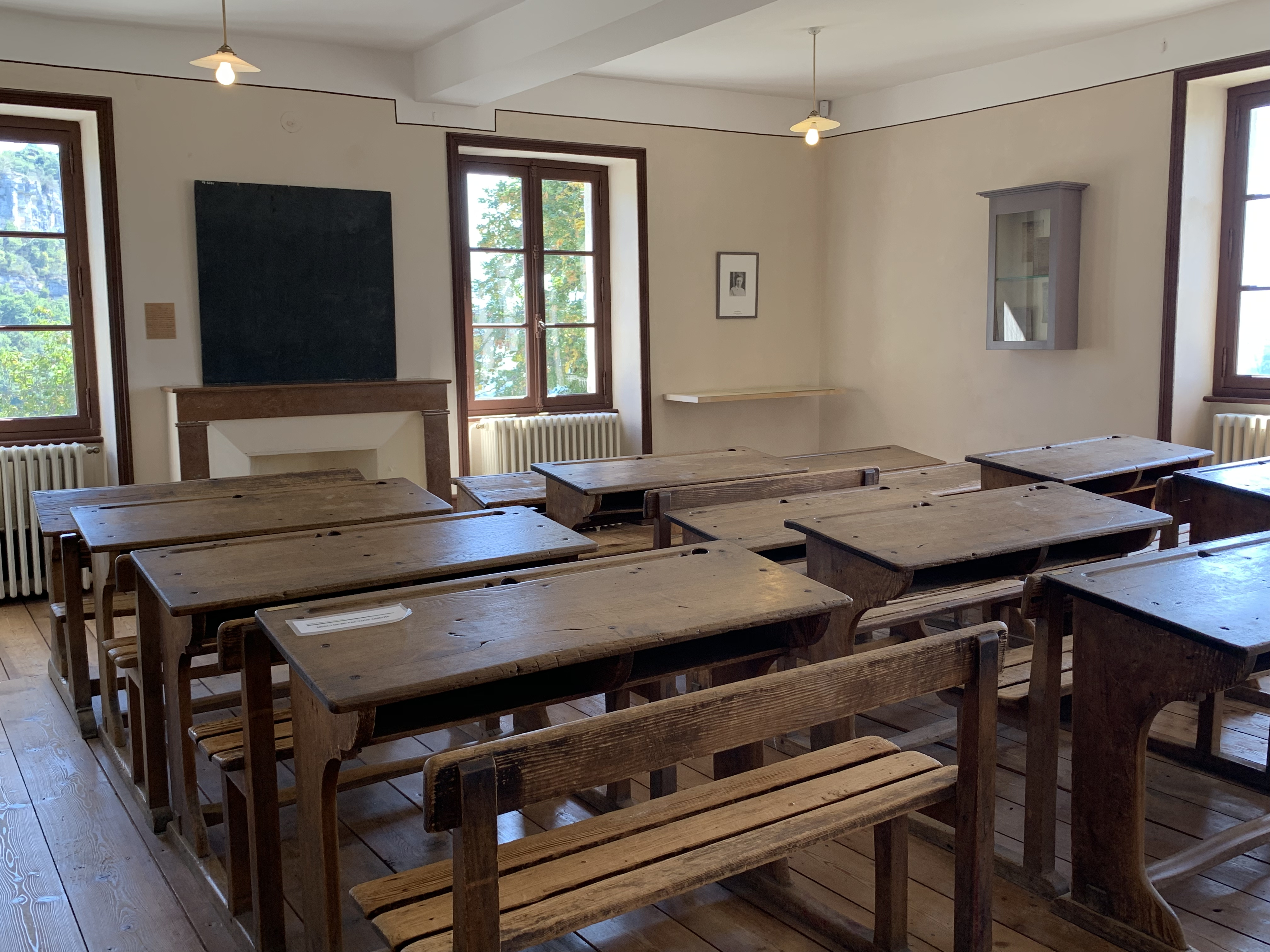
Salle de classe au 1er étage.
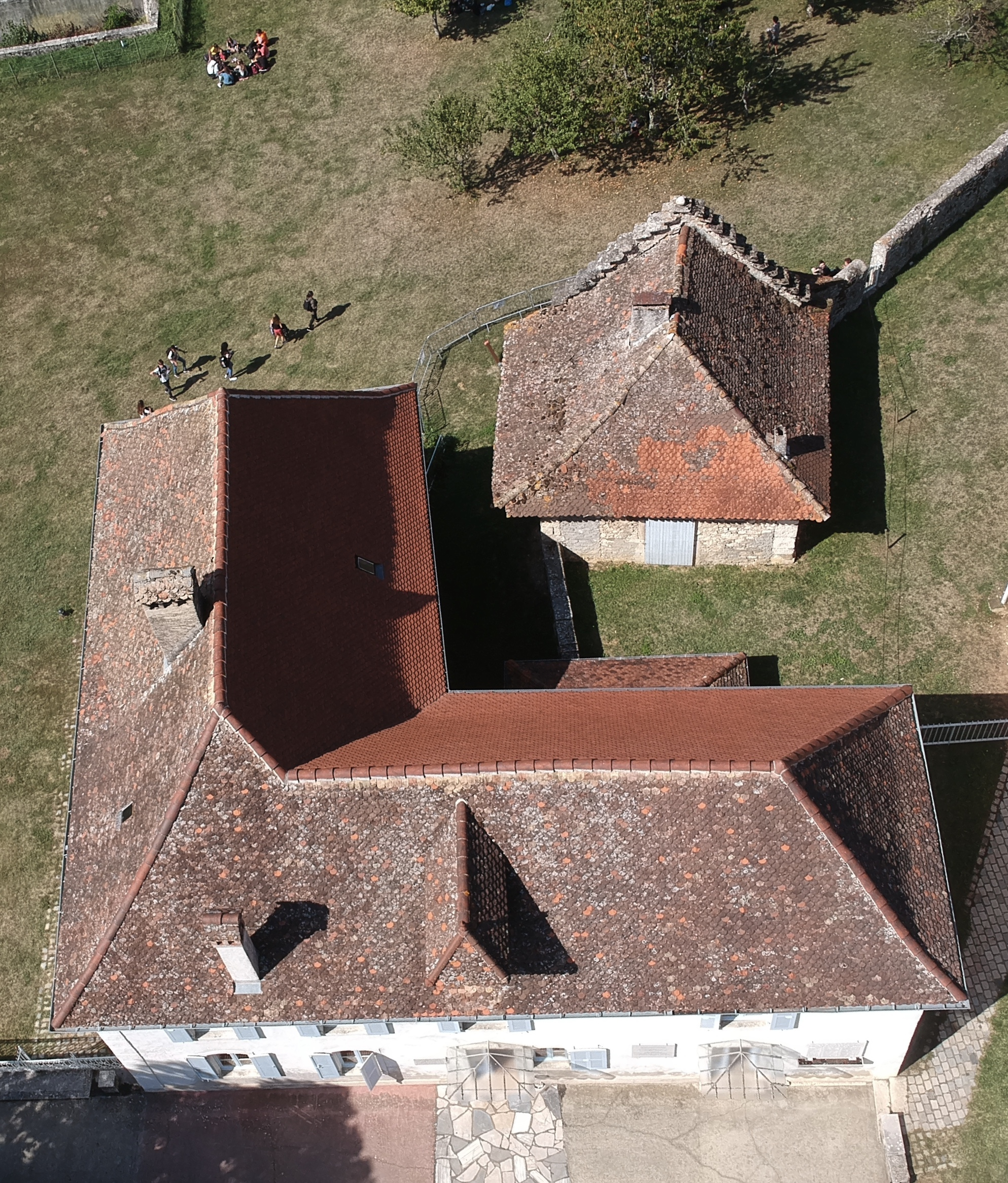
Vue aérienne de la maison.
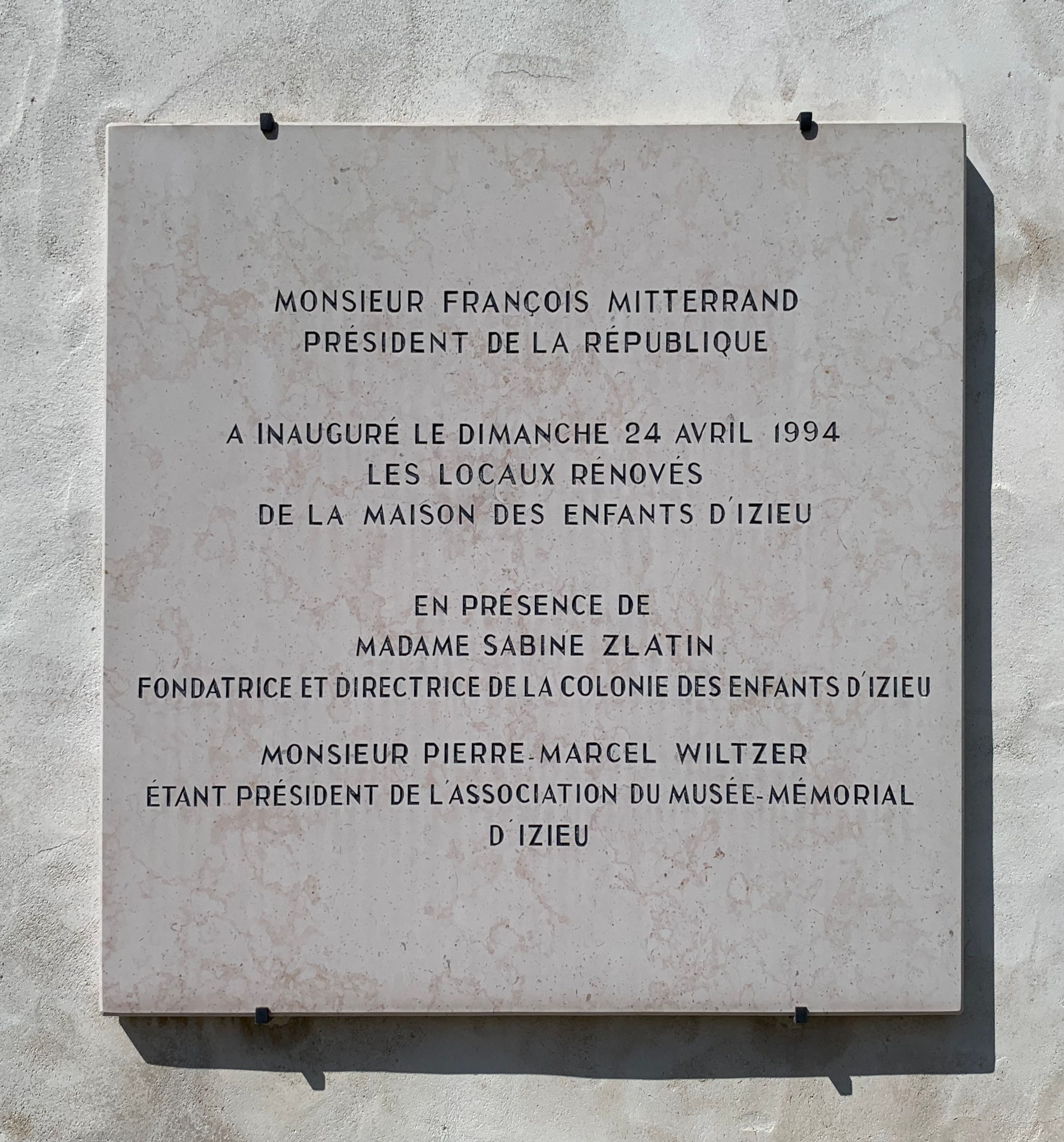
Plaque de l'inauguration par François Mitterrand.
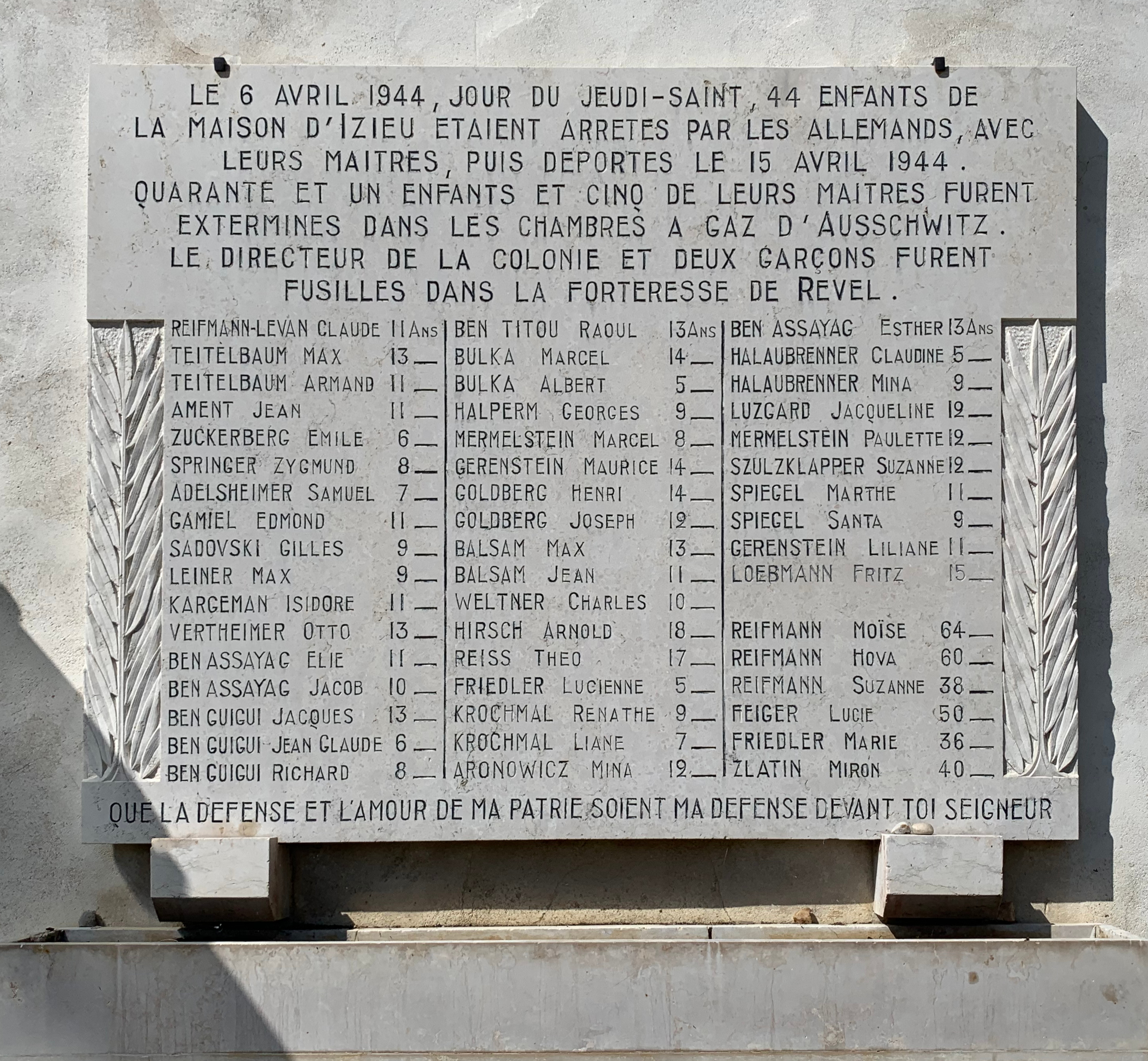
Plaque listant les victimes de la rafle.

## Protection aux monuments historiques
La maison et ses deux bâtiments annexes est inscrite au titre des monuments historiques par arrêté 26 mars 1991.

## Reconnaissance nationale
Par un décret présidentiel du 3 février 1993, la Maison d'Izieu a été reconnue comme l'un des trois lieux de mémoire nationale des crimes et persécutions commis par les nazis avec la complicité du gouvernement de Vichy. Cette reconnaissance souligne son importance dans l'éducation à la mémoire et sa mission de sensibilisation contre l'intolérance et le racisme.

## Fréquentation et subventions
En 2009, le mémorial des enfants d'Izieu est le musée du département de l'Ain le plus visité, avec une affluence de 26 688 visiteurs par an.
En 2023, la fréquentation atteint 37 741 visiteurs (en augmentation de 12 % par rapport à 2022) dont 48 % sont des groupes scolaires. 72 % des visiteurs individuels viennent d'Auvergne-Rhône-Alpes (principalement l'Isère, l'Ain et le Rhône), 25 % d'autres régions françaises et 3 % de l'étranger.
| 1994   | 1995   | 1996   | 1997   | 1998   | 1999   | 2000   | 2001   | 2002   | 2003   | 2004   | 2005   | 2006   | 2007   | 2008   | 2009   | 2010   | 2011   | 2012   | 2013   | 2014   | 2015   | 2016   | 2017   | 2018   | 2019   | 2020   | 2021   | 2022   | 2023   |
| ------ | ------ | ------ | ------ | ------ | ------ | ------ | ------ | ------ | ------ | ------ | ------ | ------ | ------ | ------ | ------ | ------ | ------ | ------ | ------ | ------ | ------ | ------ | ------ | ------ | ------ | ------ | ------ | ------ | ------ |
| 17 691 | 20 610 | 19 213 | 18 703 | 15 783 | 19 898 | 18 263 | 18 734 | 19 224 | 18 181 | 22 104 | 24 993 | 22 094 | 35 808 | 26 687 | 26 688 | 26 052 | 25 421 | 26 012 | 21 422 | 26 657 | 24 704 | 27 344 | 29 081 | 28 632 | 30 682 | 17 184 | 21 296 | 33 668 | 37 741 |

En mai 2016, la Maison d'Izieu subit une baisse de ses subventions régionales de 17 % (soit 40 000 € en moins annuellement).